# ГЕС Santa Isabel
ГЕС Santa Isabel – гідроелектростанція в Болівії, за чотири десятки кілометрів на північний схід від Кочабамби. Знаходячись між ГЕС Корані та ГЕС San Jose I, становить другий ступінь дериваційного каскаду у сточищі річки Еспіриту-Санту, лівого витоку Чапаре (впадає ліворуч до Маморе, правого витоку Мадейри, котра в свою чергу є правою притокою Амазонки).
Відпрацьована на ГЕС Корані вода потрапляє у балансуючий резервуар в долині річки Santa Isabel – лівого витоку Паракті, яка в свою чергу є правою притокою Еспіриту-Санту. Звідти через тунель довжиною понад 3 км (до якого також надходить додатковий ресурс із водозабору на Santa Isabel) вода прямує на схід під гірським масивом, котрий відділяє долину правого витоку Паракті річки Малага. Тунель переходить у два (на завершальному етапі розгалужуються на чотири) напірні водоводи довжиною майже по 3 км, які виводять до розташованого біля злиття Santa Isabel та Малаги машинного залу. 
Основне обладнання станції становлять п’ять турбін типу Пелтон, що працюють при напорі у 856,7 метра та мають загальну потужність 93,3 МВт. Чотири по 18 МВт з’явились у 1973-му (дві), 1981 та 1983 роках. В 2004-му до них додали ще одну з потужністю 21,3 МВт, яка живиться через байпаси від водоводів перших агрегатів. 
Відпрацьована вода відводиться у нижній балансуючий резервуар Aguas Clara об’ємом 0,33 млн м3, споруджений в комплексі з наступною станцією каскаду ГЕС San Jose I.